# Clifford Milburn Holland
Pour les articles homonymes, voir Milburn (homonymie) et Holland.
Clifford Milburn Holland (né le 13 mars 1883, mort le 27 octobre 1924) était un ingénieur civil et architecte américain. Il étudia à Harvard où il obtint un B.A en 1905, puis un B.S en 1906.
Holland commença sa carrière à New York en tant qu'assistant ingénieur pendant la construction du Joralemon Street Tunnel sur l'IRT Lexington Avenue Line du métro de New York en 1908. Il fut par la suite chargé de la construction de plusieurs autres tunnels du métro tels que le Clark Street Tunnel, le 60th Street Tunnel, le Montague Street Tunnel puis le 14th Street Tunnel.
Le projet principal de Holland fut la construction du Hudson River Vehicular Tunnel. Il mourut cependant pendant une opération des amygdales à l'âge de 41 ans. Le projet fut finalement renommé Holland Tunnel en son honneur par la New York State Bridge and Tunnel Commission et la New Jersey Interstate Bridge and Tunnel Commission (devenues Port Authority of New York and New Jersey) le 12 novembre 1924. Le tunnel fut finalement ouvert en 1927.